# ITunes Store
Cet article concerne le service de vente en ligne de contenus multimédia. Pour le logiciel de lecture multimédia, voir iTunes.
L’iTunes Store, d’abord appelé l’iTunes Music Store (iTMS), est un service de vente de musique et autres contenus en ligne proposé par Apple depuis le 28 avril 2003 aux États-Unis, depuis le 15 juin 2004 en France, en Allemagne et au Royaume-Uni, depuis le 2 décembre 2004 au Canada, depuis le 4 août 2005 au Japon et depuis le 24 octobre 2005 en Australie. Il est accessible par le biais du logiciel iTunes à partir de la version 4. iTunes est disponible sur macOS et Windows (Windows XP et supérieur) et peut fonctionner sur GNU/Linux par émulation.

## Catalogue
Outre les catalogues des quatre grandes maisons de disques, de labels indépendants et de distributeurs d'artistes auto-produits, la plate-forme d'Apple distribue également des vidéos musicales, des livres audio, et inclut un annuaire de podcasts. Depuis 2006, l'iTunes Store vend également en téléchargement des jeux vidéo conçus pour la cinquième génération des iPod, développés pour la plupart par Electronic Arts, et, depuis 2008, certaines séries télévisées.
L'iTunes Store américain propose également à la vente depuis 2006 des séries télévisées vendues à l'épisode ou à la saison, des films de cinéma des maisons de production Disney, Paramount Pictures et Lions Gate Film, et des courts métrages.
Il est possible pour les utilisateurs d'iTunes de publier leur propre liste d'écoute sur la plate-forme en utilisant la fonctionnalité iMix. Depuis le lancement du kit Nike+iPod en 2006, avec l'équipementier sportif Nike, les utilisateurs peuvent également télécharger des listes d'écoute optimisées pour l'exercice.
Le 1er novembre 2006, Apple a lancé iTunes Latino, une plate-forme iTunes réservée aux utilisateurs américains amateurs de musiques latines et d'artistes hispano-américains.
Depuis iOS 17, la possibilité d'acheter des films et de séries a été supprimé de l'application.

## Format et protection
La musique achetée sur l'iTunes Music Store est au format AAC. Le débit des morceaux est de 128 kb/s au lancement en 2003 et avec DRM. La fréquence d'échantillonnage est de 44 100 kHz. Par la suite la musique sera démunie du système de gestion des droits numériques (GDN, ou DRM), ce qui la rendra lisible sur tous les baladeurs numériques, tous les ordinateurs Mac ou Windows. La gravure est illimitée.
Le 17 mars 2005, Jon Lech Johansen, célèbre pour avoir expliqué comment outre-passer la protection des DVD, expliqua comment pouvoir déverrouiller les morceaux achetés sur l'iTunes Music Store (la solution proposée est désormais obsolète).
Fin 2005, les clips vidéo et les séries TV sont ajoutés à l'iTunes Store. L'objectif est de fournir du contenu à l'iPod de cinquième génération, lancé le 12 octobre 2005 et qui est le premier iPod à pouvoir lire des vidéos.
Le 2 avril 2007, les musiques achetées sur l'iTunes Store passent à un débit de 256 kb/s et sans DRM.
Les iTunes Stores proposent également à la vente une sélection de livres audio au format Audible, et les vidéos musicales, épisodes de séries télévisées et films vendus sont au format H.264. Certains albums sont proposés en pré-commande, et téléchargeables automatiquement lors de leur sortie.
En septembre 2009, Apple lance un nouveau format conteneur pour album musical interactif appelé iTunes LP.
En mai 2021, Apple confirme que les fichiers sans perte Apple Lossless resterons une exclusivité Apple Music et n'arriverons pas à l'achat sur l'iTunes Store.

## Modèle économique

Carte cadeau iTunes.

À l'introduction de l'iTunes Store, Apple a lancé l'achat individuel de musique et à un prix unique de 0,99€. Par la suite certains morceaux seront proposés à un tarif de 0,69€, d'autres resteront à 0,99€ et les plus récents seront à 1,29€.
Le service iTunes Store s'est développé et diversifié avec le temps, en proposent des clips vidéo, des films et séries TV à l'achat, ainsi que des jeux pour l'iPod. Il est par exemple possible d'acheter le jeu Tetris ou encore Ms. Pac-Man, adaptés pour être contrôlé avec la molette de l'iPod. Le 20 septembre 2009, les jeux iPod sont supprimés de l'iTunes Store.
Le 15 janvier 2008, lors du discours d'ouverture du Macworld 2008 par Steve Jobs, il a été annoncé la possibilité de louer des films dans iTunes Store. Les prix vont de 2,99 dollars à 3,99 dollars. Les films sont disponibles à la location le jour même de leur sortie en DVD, bien que l'iTunes Store propose également à la location certains films qui sont encore en salles aux États-Unis. La location d'un film n'est visible que durant 24 heures (aux États-Unis) ou 48 heures (en Frances) après que l'utilisateur ait commencé à le visionner.
Auparavant, l'iTunes Store proposait une chanson gratuite chaque semaine avec le programme "le single de la semaine" pour promouvoir un nouvel artiste prometteur. En 2015, Apple a interrompu le programme.
Il est possible d'acheter en Apple Store ou dans certains magasins, comme la Fnac, des cartes cadeau iTunes qui permettent d'acheter des musiques, films, séries TV dans l'iTunes Store. Lors des évènements commerciaux comme le "Black Friday" et le "Back to School", une carte iTunes est souvent offerte pour l'achat d'un nouvel appareil Apple.

## Succès
Apple semble avoir confirmé son statut de leader dans le domaine de la musique en ligne, avec une part de marché de plus de 70 % aux États-Unis en 2005, numéro un en France avec quelque 60 % de parts de marché en 2009 et 60 % au Japon. Ce succès est lié à celui de l’iPod, dont plus de 58 millions d’unités ont été vendues à la mi-2006, et plus de cent millions au printemps 2007.
L’iTunes Music Store, puis l’iTunes Store est la première plate-forme de vente de musique numérique depuis son lancement : Apple annonçait le 2 mars 2005 avoir dépassé les trois cents millions de morceaux vendus, puis le 17 juillet les cinq cents millions. Le 23 février 2006, le milliardième téléchargement était atteint, et en janvier 2007, Steve Jobs annonçait que plus de deux milliards de morceaux avaient été vendus. Le 1er août 2007, le cap des trois milliards est atteint avec un catalogue de cinq millions de chansons. Début 2008, l'iTunes Music Store franchit le cap des 6 000 000 chansons disponibles et des quatre milliards de titres vendus.
Le 3 avril 2008, iTunes devient le premier diffuseur de musique aux États-Unis.
Le 6 février 2013, l'iTunes Store franchit la barre des 25 milliards de téléchargements.
Ce succès commercial n'empêche pas les controverses, à l'image de Prince précisant : "J'avais raison au sujet d'internet. Citez-moi un seul musicien devenu riche grâce au téléchargement légal… Pourtant Apple se porte bien".